# ミストラル (強襲揚陸艦)
ミストラル（フランス語：Mistral, L 9013）は、フランス海軍のミストラル級強襲揚陸艦1番艦。艦名はミストラルに由来する。

## 艦歴
「ミストラル」は、DCNS主導で建造され2003年7月10日に艦尾部分がブレスト工廠で起工、2003年10月13日にアルストム＝アトランティーク造船所で艦首部分が起工され、その後艦体はブレスト工廠で組み立てられ2004年10月6日に進水、2005年12月に海軍に引き渡され、翌2006年1月から試験を開始し、2006年2月正式に就役しトゥーロン軍港に配備される。
2006年3月27日から3月30日にかけてオレロン島にて「F790 リュートナン・ド・ヴェソ・ラヴァレ」および陸軍の第6工兵連隊と第519輜重連隊が参加する水陸両用戦訓練であるスケレオ演習（Skreo）に参加。3月31日に初の遠洋航海を開始する。4月8日から4月12日までギリシャ・スーダ（en:Souda）に寄港してからスエズ運河を通過し、4月19日から4月22日までジブチに、5月2日から5月5日までインド・コーチに、5月11日から5月16日までジブチに、5月23日から5月28日までトルコ・アカザズ（Akzaz）に立ち寄った後にフランスに帰還する。同年7月にレバノン侵攻が発生し、自国民避難のために「D615 ジャン・バール」、「D643 ジャン・ド・ヴィエンヌ」、「L9012 シロッコ」と共にレバノンに派遣される（fr:Opération Baliste）。同年9月29日から10月13日まで地中海においてNATO主催のバリアント・ミダス2006（Brillant Midas）に参加し水陸両用作戦を実施する。
2007年2月5日から2月16日にかけてEXENAU演習（EXENAU）に、同年5月9日から5月11日まではアメリカ合衆国・リトルクリーク海軍水陸両用基地（en:Naval Amphibious Base Little Creek）に寄港し、第2艦隊と共にバージニアビーチで上陸戦訓練を実施する。同年5月19日から5月25日までスケレオ2007演習に参加しリュイ半島（fr:Presqu'île de Rhuys）で国民避難の訓練を実施した。
2008年2月5日から2月7日にかけてトゥーロンにおいてプロヴァンス＝アルプ＝コート・ダジュール地域圏を架空の国家に見立てて400名のフランス国民を保護を目的としたエキュメ・エテルネル演習（Écume éternelle）を実施。
2009年2月12日から6月27日までガヴィアル08任務（Gavial 08）に従事する。トゥーロンを出港後、2月19日から2月24日までヨルダン・アカバに、2月28日から3月2日までサウジアラビア・ジッダに、3月7日から3月12日までジブチに、3月25日から3月28日までシンガポールに、4月9日から4月13日まで日本・横須賀に寄港する。この期間中はフランソワ・フィヨン首相が訪日していた。
4月16日から4月21日まで中華人民共和国・上海に、4月30日から5月3日までマレーシア・クランに、5月8日から5月15日までインド・チェンナイに寄港した。この後、サイクロン・ナルギスにより被害を受けたミャンマーに対する人道援助のため15日に活動を開始し5月18日に近海にたどり着くも、同月21日にミャンマー当局に拒否されたため救援は中止される。5月25日、タイ王国・プーケットに寄港しフランス外務省により救援任務を解かれる。世界食糧計画による救援物資は国際連合およびNGOにより配給される事となる。5月15日から5月17日まで予定されていたヴァルナ08演習（Varuna 08）の中止、5月18日から23日のチェンナイ、6月5日のアブダビ、6月12日から15日のジブチへの寄港は中止され、替わりに5月29日から6月2日までマレーシア・ランカウイ島に、6月15日から6月17日にジブチに寄港して帰国する。
2008年9月21日から10月3日にかけてNATO主催のロイヤル・ミダス2009演習（Loyal Midas 2009）に参加、軽空母「551 ジュゼッペ・ガリバルディ」を含む31隻の水上艦艇、潜水艦3隻、兵員4,000名、8ヵ国が参加していた。
2011年2月28日に士官候補生を乗せ地中海、紅海およびインド洋を約4ヶ月に渡る遠洋航海を実施するため、僚艦を務める駆逐艦「D640 ジョルジュ・レイグ」と共にブレスト軍港を出港する。2011年3月2日に「ミストラル」はリビア騒乱から逃れるためチュニジアに避難したエジプト人を本国への帰還援助のためにイギリス・フランス共同でリビア沖に展開する。しかし、チュニジアのザルジス港に到着するもエジプト人避難民は救援のため手配された飛行機を利用して帰国しており、避難民を乗せず同日中に出港する。
2017年4月29日、グアム島周辺で行うフランス、日本、アメリカ、イギリスとの4か国共同訓練に参加するため、佐世保基地 (海上自衛隊)に寄港。